# Federación (Venezuela)
Federación is een gemeente in de Venezolaanse staat Falcón. De gemeente telt 32.000 inwoners. De hoofdplaats is Churuguara.